# Marca corporativa

Marca corporativa de Wikipedia.

La marca corporativa es el conjunto de elementos que integran la identidad visual de una organización: logotipo, isotipo, colores y tipografía. En un sentido más amplio, comprende además todos los mecanismos llevados a cabo para proporcionar la citada identidad (anuncios publicitarios, presentación de productos, prestación de servicios, uniformes, etc.) Es el resultado de la estrategia de la organización para crear una imagen y actitud propias, que se extiendan asociativamente a sus productos, actividades e instituciones. En el sector privado, sirve también para distinguir los productos de una compañía de los de sus competidores, así como para crear una imagen de lo que representa la compañía en la mente de los consumidores y de los propios trabajadores.
Entre muchos ejemplos, se encuentran Wikipedia, la Cruz Roja, la Media Luna Roja, Pepsi y Coca-Cola, las Naciones Unidas.

## Elementos de una marca corporativa
En una marca corporativa cabe distinguir entre los siguientes elementos:
- El elemento gráfico. Cuando la marca funciona únicamente con este elemento se denomina isotipo o marca gráfica.
- El elemento denominativo. Cuando la marca funciona únicamente con este elemento se denomina logotipo o marca denominativa. Si la marca incluye elementos gráficos y denominativos, recibe también el nombre de marca mixta.

- La tipografía o fuente: Diseño y nombre del grupo de signos o caracteres que comprende un alfabeto, incluidos los números y signos especiales, y que se usa para el logotipo (Arial, Time, Garamond, Abaton).

- Los colores corporativos: son aquellos colores utilizados para los diferentes elementos de la marca corporativa.[1]

## Tipos de marca corporativa
- Logotipo o fonograma: es aquella marca en la que la palabra funciona como imagen (Coca-Cola, texto de Bosch).[1] Suele llamarse logotipo a la propia marca corporativa en su conjunto.

- isotipo o iconograma (elemento) / diagrama (concepto): es aquella marca en la que la imagen funciona sin texto (diagrama de Nike, león de Peugeot, «M» de Movistar). Generalmente están acompañados por el texto, pero también son reconocidos de forma independiente.[1]

- Isologo: Interacción entre logo e isotipo en la que la imagen y el texto están fundidos, sin poder separarse (Heineken, Fiat, Balay).[1]

- Imagotipo: Interacción entre logo e isotipo en la que la imagen se encuentra en la parte superior y el texto en la inferior. La mayoría de las marcas se corresponden con esta categoría (inclusive los ejemplos de isotipo nombrados anteriormente) Ejemplos: Lacoste, Microsoft...

## El origen cuestionable del concepto isotipo, imagotipo y sus derivados[2]
Existen dudas razonables sobre el origen de conceptos como isotipo y palabras derivadas. La hipótesis de un origen etimológico clásico del término no parece muy probable ya que iso viene del griego ἴσος (ísos: igual) y tipo del latín typus y este del griego τύπος (typos: modelo, grabado, golpe, marca). Mismo grabado, misma marca... en ningún momento se hace referencia a la imagen o al texto y menos a la imagen sin texto. La hipótesis más probable es que su origen esté en las siglas del proyecto ISOTYPE (International System Of TYpographic Picture Education o Sistema Internacional de Educación en Imágenes Tipográficas), iniciado por Otto Neurath a finales de los años veinte. ISOTYPE fue concebido como un lenguaje visual capaz de proporcionar información más exacta que por medios exclusivamente tipográficos. Este proyecto está más vinculado a disciplinas como la infografía y a la señalética que a la marca corporativa pero es entendible que se haya absorbido el término por analogía. En este sentido, isotipo se podría traducir como sinónimo de icono o símbolo.
Otra situación similar ocurre con el concepto isologo como "Interacción entre logo e isotipo en la que la imagen y el texto están fundidos, sin poder separarse". Aquí el neologismo parte de nuevo del acrónimo en inglés ISOTYPE y del término griego λóγος (logos: palabra, verbo, razón). Isologo en griego debería significar "misma palabra" pero sin embargo se refiere a algo completamente diferente y difícil de inferir a partir de su composición. La etimología es una herramienta que debería ayudar a contextualizar y a entender qué decimos y no a añadir capas de significado innecesarias y arbitrarias.

Además, se pueden encontrar publicaciones que definen imagotipo como "una mezcla de logotipo e isotipo". Sin embargo, el término imagotipo es acuñado por primera vez por Norberto Chavez en 1988 en su libro "La imagen corporativa" y en ningún momento se refiere al imagotipo como la suma de una imagen y un logotipo. En todo caso define imagotipo como el elemento icónico que complementa la marca corporativa.
"Al logotipo suele sumarse con frecuencia un signo no verbal que posee la función de mejorar las condiciones de identificación al ampliar los medios. Se trata de imágenes estables y muy pregnantes que permiten una identificación que no requiera la lectura en el sentido estrictamente verbal del término. Estas imágenes imagotipos pueden adoptar características muy diversas, pues su único requisito genérico es su memorabilidad y capacidad de diferenciación respecto del resto: anagramas o deformaciones personalizadoras del logotipo, iconos o reproducciones más o menos realistas de hechos reconocibles, mascotas o figuras características de personajes u objetos, figuras abstractas o composiciones arbitrarias sin significación o referencias explícitas, etc."
Según Luciano Cassidi, el origen de la confusión con el término imagotipo parte de un artículo científico publicado en 2005 titulado "¿Marca, logotipo, imagotipo...? El problema de la terminología en la definición de conceptos en el diseño gráfico" que malinterpreta la definición de Chavez cuando afirma que éste define imagotipo como:
"un logotipo al que se le suele sumar un signo no verbal cuya función es mejorar las condiciones de identificación de una marca."
La tesis de Cassidi sostiene que esta confusión bibliográfica y la asimilación del acrónimo ISOTYPE han sido los precursores de la proliferación innecesaria de neologismos en el ámbito de la marca corporativa.

## Funciones
La marca corporativa puede proporcionar economías de oportunidad significativas desde el momento en que una campaña publicitaria puede utilizarse para anunciar varios productos. También facilita la aceptación de nuevos productos debido a que los compradores potenciales ya están familiarizados con el nombre. Una estrategia de marca corporativa solo es útil cuando la compañía ya es suficientemente conocida y tiene una imagen muy positiva en el mercado.
Normalmente, cuando se da un cambio en la imagen de una marca, está asociado a un cambio de orientación, política o estrategia de la compañía.
Es difícil llevar a cabo un cambio de imagen de la marca corporativa de una compañía y siempre conlleva un riesgo. Por ejemplo, la compañía aérea British Airways (BA) intentó hacer un cambio en el diseño de su marca buscando una imagen más global, para lo que en 1997 cambió el diseño basado en la bandera británica de la cola de todos los aviones de su flota por diseños étnicos multicolor que representaban los diferentes países en los que operaba la compañía. Pese a sus buenas intenciones, la opinión pública desaprobó este cambio; la compañía había perdido una de sus características más importantes, que la asociaba a las tópicas virtudes británicas (puntualidad, saber estar, etc.), y descendieron sus operaciones e ingresos, hasta que en 2001 devolvieron el diseño original a las colas de los 338 aviones que formaban su flota.
Una desventaja potencial de la marca corporativa es que el nombre corporativo puede llegar a ser sinónimo de una categoría de producto. Ejemplos de este fenómeno son Kleenex, Aspirina y Tampax; incluso los compradores de productos competidores de Kleenex se refieren a ellos por este nombre. Esto supone un retroceso de la marca corporativa puesto que puede que los productos no se consideren en su forma individual, lo que reduce el enfoque de mercadotecnia respecto a la singularidad de sus características.

## Creación de una marca corporativa
Para crear un marca corporativa efectiva, no solo entran en juego el diseño y la publicidad; Hatch y Schulz (2008) estudiaron el proceso de creación de estas marcas y su funcionamiento, y llegaron al desarrollo del modelo VCI para la creación de marcas corporativas. Este modelo explica que para que una marca funcione, debe combinar equilibradamente tres factores cruciales: la visión estratégica (las metas u objetivos de la dirección), la cultura de la organización (los conocimientos y actitudes de los trabajadores) y la imagen de la compañía (las expectativas de los consumidores).
Se intenta que sea atractiva y fácil de recordar por los consumidores, pero, además, que el diseño utilizado sea fácil de asociar con las ideas u objetivos de la compañía.
Intervienen elementos que se extienden a todos los ámbitos de creación de un producto, los anuncios publicitarios, los colores de los envases, etc.
Además, se juega con elementos semióticos, es decir, que transmitan significados, más allá de ellos mismos, compartidos por la población, siendo los más importantes los colores y las formas. Así, por ejemplo, podemos encontrar que la mayoría de productos ecológicos vienen etiquetados en verdes o marrones con motivos relacionados con la naturaleza (hojas, árboles), el rojo y las líneas curvadas se acostumbran a relacionar con fuerza, dinamismo (Coca-Cola, Vodafone), y así con la mayoría de colores.
El hecho de repetir unos colores y un logotipo a lo largo de toda una gama de productos hace que los consumidores los integren y asocien con ciertas ideas. La mayoría de las personas son capaces de reconocer al instante el logotipo de muchas de las grandes corporaciones mundiales.